# Toàn ảnh điện tử

Sơ đồ nguyên lý cấu trúc của một hệ ghi toàn ảnh điện tử

Toàn ảnh điện tử hay Toàn ký điện tử là một kỹ thuật phân tích cấu trúc điện từ của vật rắn, được phát triển từ kính hiển vi điện tử truyền qua, dựa trên nguyên tắc ghi lại ảnh toàn ký của chùm điện từ tán xạ qua vật rắn, với chùm điện tử gốc ban đầu.

## Nguyên lý của toàn ảnh điện tử
Toàn ảnh điện tử hoàn toàn tương tự với phép toàn ảnh quang học (được phát minh bởi Dennis Gabor), chỉ có điều sóng được sử dụng ở đây là sóng điện tử và sự tán xạ của sóng điện tử được ghi lại là do sự tán xạ trên trường điện từ của mẫu vật. Để thực hiện phép toàn ảnh điện tử, người ta ghi lại sự giao thoa của 2 chùm điện tử kết hợp được phát ra từ cùng một nguồn (được chia thành hai nhờ bộ lăng kính tách chùm tia). Để tạo ảnh giao thoa chất lượng cao, điện tử được dùng phải là sóng điện tử được phát ra từ các súng phát xạ trường (có độ đơn sắc rất cao).
Khi một chùm điện tử chiếu qua mẫu vật, sóng điện tử bị lệch pha do sự tán xạ với từ trường và trường tĩnh điện của mẫu vật. Và sự dịch pha được cho bởi công thức:
{\displaystyle \Delta \phi ={\frac {e}{\hbar \nu }}\int V(x,y,z)dz-{\frac {e}{\hbar }}\int A_{z}(x,y,z)dz}
số hạng đầu tiên là thành phần tán xạ trên trường tĩnh điện, số hạng thứ hai là tán xạ trên từ trường. Công thức có thể viết gọn lại thành:
{\displaystyle \Delta \phi ={\frac {\pi Vt}{\lambda E}}-{\frac {e}{\hbar }}\int _{-\infty }^{\infty }{\vec {A}}{\vec {dl}}}

với {\displaystyle V,t} lần lượt là trường tĩnh điện nội trung bình, độ dày của mẫu vật, {\displaystyle \lambda ,E} là bước sóng và thế tăng tốc của điện tử; {\displaystyle {\vec {A}}} là thế véctơ sinh ra do từ trường của mẫu vật. 

Ảnh toàn ảnh điện tử ghi lại xung quanh một vách đômen của mẫu màng mỏng từ

Ảnh toàn ảnh ghi lại trên màn ảnh là hình ảnh giao thoa của chùm tia điện tử ban đầu và chùm tia điện tử (đã bị lệch pha) sau khi truyền qua vật. Cường độ của ảnh phân bố được cho bởi công thức:
{\displaystyle I(x,y)=1+A^{2}(x,y)+2A(x,y).cos[2\pi x\beta /\lambda +\Delta \phi ]}
với {\displaystyle A(x,y),\beta } là biên độ sóng điện tử và góc chồng chập 2 chùm tia.

## Lịch sử phát triển, ưu điểm và hạn chế
Toàn ảnh điện tử được phát triển từ nguyên lý toàn ký của Dennis Garbor bởi nhóm nghiên cứu của Gottfried Möllenstedt, Heiner Düker, và Herbert Wahl ở Trường Đại học Tübingen, Đức vào giữa những thập niên 1950 và tiếp tục được phát triển mạnh kể từ thập niên 1970 với sự ra đời của súng phát xạ điện tử phát xạ trường.
Ngày nay, toàn ảnh điện tử đã trở thành một kỹ thuật được phát triển mạnh, cho phép nghiên cứu cấu trúc từ của các màng mỏng (giống như các kỹ thuật khác của TEM như hiển vi Lorentz...). Điểm mạnh của toàn ảnh điện tử là có khả năng cho độ phân giải không gian rất cao (có thể đạt tới cấp độ dưới 1 nm) và rất nhạy với sự thay đổi của trường điện từ trong mẫu vật do vậy có khả năng tạo độ phân giải thời gian rất tốt.
Điểm kém là quá trình cài đặt phức tạp và đòi hỏi chùm điện tử có tính kết hợp cao, có nghĩa là nó đòi hỏi những nguồn phát điện tử phát xạ trường với chất lượng rất cao (điều này ảnh hưởng nhiều đến giá thành và tính chất hoạt động).